# Filippo da Sterpeto
Filippo da Sterpeto est un homme politique saint-marinais, premier consul élu avec Oddone Scarito le 1er octobre 1243.